# Norstjärnen (Kalls socken, Jämtland)
Norstjärnen är en sjö i Åre kommun i Jämtland och ingår i Indalsälvens huvudavrinningsområde. Sjön har en area på 0,183 kvadratkilometer och ligger 382,5 meter över havet.

## Delavrinningsområde
Norstjärnen ingår i det delavrinningsområde (705700-136583) som SMHI kallar för Utloppet av Norstjärnen. Medelhöjden är 438 meter över havet och ytan är 2,73 kvadratkilometer. Det finns inga avrinningsområden uppströms utan avrinningsområdet är högsta punkten. Vattendraget som avvattnar avrinningsområdet har biflödesordning 2, vilket innebär att vattnet flödar genom totalt 2 vattendrag innan det når havet efter 340 kilometer. Avrinningsområdet består mestadels av skog (70 procent). Avrinningsområdet har 0,18 kvadratkilometer vattenytor vilket ger det en sjöprocent på 6,7 procent.